# Stephen Silvasy

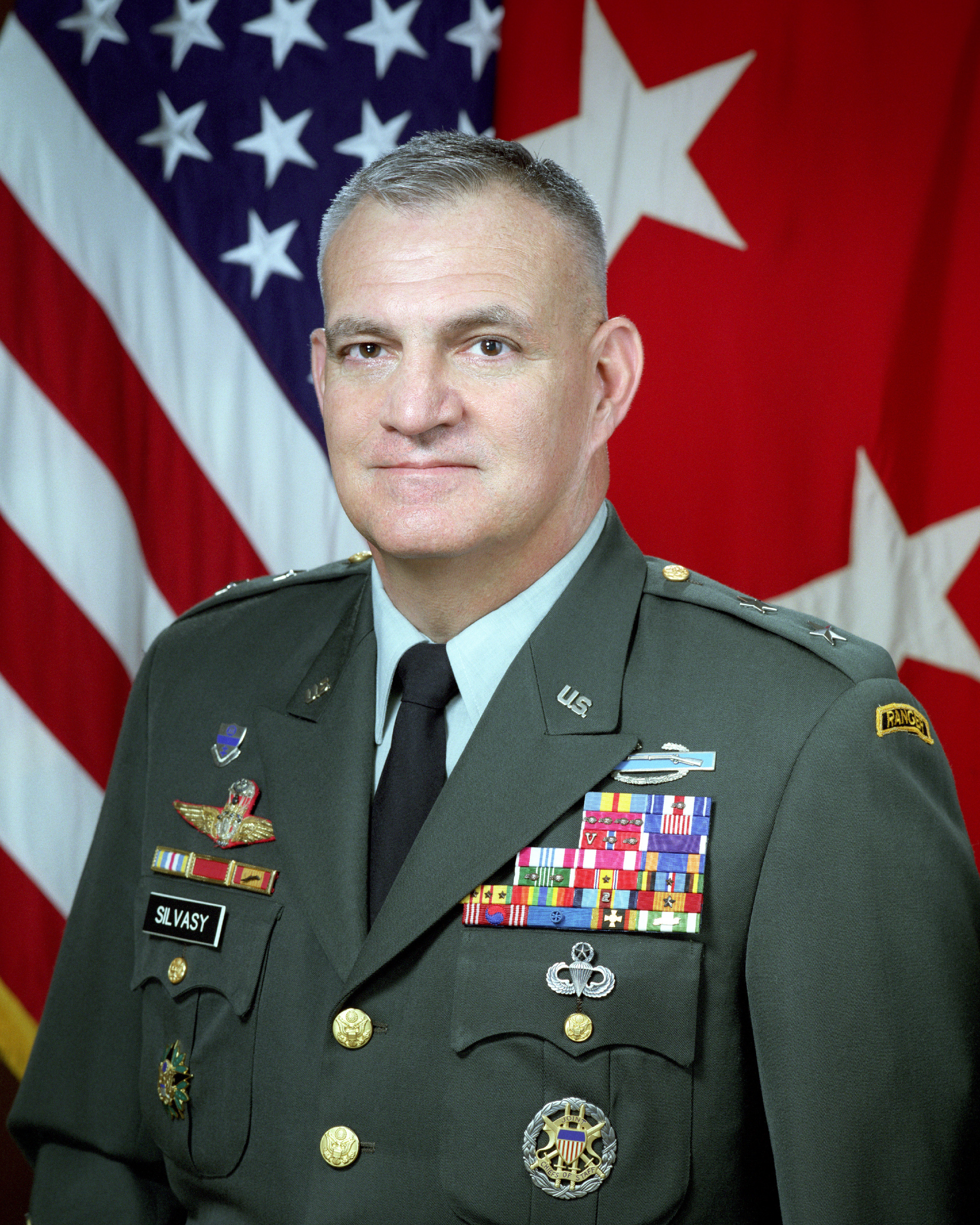
Stephen Silvasy Jr. (1996)

Stephen Silvasy Jr. (* 24. Oktober 1941 in Philadelphia, Pennsylvania) ist ein pensionierter Generalmajor der United States Army.
In den Jahren 1959 bis 1963 durchlief Silvasy die United States Military Academy in West Point. Nach seiner Graduation wurde er als Leutnant der Infanterie zugeteilt. In der Armee durchlief er anschließend alle Offiziersränge bis zum Zweisterne-General.
Im Lauf seiner militärischen Karriere absolvierte Stephen Silvasy verschiedene Kurse und Schulungen. Dazu gehörten unter anderem die Naval Postgraduate School, das Armed Forces College und das United States Army War College.
In seinen jüngeren Jahren absolvierte er den für Offiziere in den niederen Rangstufen üblichen Dienst in verschiedenen Einheiten und Standorten. Im weiteren Verlauf seiner Laufbahn kommandierte er Einheiten auf fast allen militärischen Ebenen. Zwischenzeitlich wurde er auch als Stabsoffizier eingesetzt. In den Jahren 1964 und 1965 war er an der Operation Power Pack beteiligt, dem Einmarsch amerikanischer Truppen in die Dominikanische Republik. Danach war er 1966 und 1967 als Angehöriger der 82. Luftlandedivision im Vietnamkrieg eingesetzt. Mit der gleichen Einheit nahm er im Jahr 1983 an der US-Invasion in Grenada teil.
Silvasy erfüllte verschiedene Aufgaben als Stabsoffizier, zeitweilig auch im Pentagon. In Südkorea gehörte er dem Stab des United Nations Commands an. In diesem Land war er von 1976 bis 1978 bereits Bataillonskommandeur in einem Infanterieregiment gewesen. Er war auch Mitglied im Stab des United States Army Training and Doctrine Commands. Von 1996 bis 1998 war er stellvertretender Kommandeur der damaligen United States Army Pacific, einer direkten Vorläuferorganisation des im Jahr 2000 gebildeten gleichnamigen Großverbands. In dieser Eigenschaft übte er von Mai bis Juli 1996 das Amt des kommandierenden Generals dieser Armee kommissarisch aus. Dabei überbrückte er die Zeit zwischen dem vorhergehenden Kommandeur Robert L. Ord und dem zukünftigen Befehlshaber William M. Steele. Nach dem Ende seiner Zeit als stellvertretender Kommandeur der United States Army Pacific ging Stephen Silvasy in den Ruhestand.

## Orden und Auszeichnungen
Stephen Silvasy erhielt im Lauf seiner militärischen Laufbahn unter anderem folgende Auszeichnungen:
- Defense Distinguished Service Medal
- Army Distinguished Service Medal
- Silver Star
- Legion of Merit
- Soldier’s Medal
- Bronze Star Medal
- Purple Heart
- Air Medal
- Defense Meritorious Service Medal
- Meritorious Service Medal
- Army Commendation Medal
- Joint Meritorious Unit Award
- Meritorious Unit Commendation
- National Defense Service Medal
- Armed Forces Expeditionary Medal
- Vietnam Service Medal
- Army Service Ribbon
- Army Overseas Service Ribbon
- Gallantry Cross (Südvietnam)
- Order of National Security Merit (Südkorea)
- Ordre national du Mérite (Frankreich)
- Ehrenzeichen der Bundeswehr in Gold (Deutschland)
- Vietnam Campaign Medal (Südvietnam)
- Combat Infantryman Badge